# 楊敷
楊 旉（よう ふ、生年不詳 - 571年）は、北魏から北周にかけての政治家・軍人。字は文衍。本貫は恒農郡華陰県。

## 経歴
楊暄の子として生まれた。528年、祖父の楊鈞の爵位を嗣いで臨貞県伯となった。員外羽林監に任ぜられた。535年、西魏が建国されると、奉車都尉に任ぜられた。尚書左士郎・祠部郎中・大丞相府墨曹参軍・帥都督・平東将軍・太中大夫を歴任し、撫軍将軍・通直散騎常侍の位を加えられた。555年、廷尉少卿に転じた。
557年、北周が建国されると、楊旉の爵位は侯に進んだ。小載師下大夫となり、使者として北豫州に向かい、司馬消難を迎えて帰還した。使持節・都督蒙州諸軍事・蒙州刺史に任ぜられた。少数民族の統治に意を用い、州境を安定させた。車騎大将軍・儀同三司の位を加えられた。保定年間、司水中大夫となった。荊州総管の長孫倹が楊旉の刺史留任を求めたが、時に東征の議論があり、楊旉に船舶による輸送を担当させることとなったため、留任は許可されなかった。陳公宇文純が陝州に駐屯すると、楊旉はその下で総管長史となった。565年、司木中大夫・軍器副監に転じた。驃騎大将軍・開府儀同三司の位に進んだ。
571年、楊旉は都督汾州諸軍事・汾州刺史として出向し、爵位は公に進んだ。北斉の段韶が5万の兵を率いて侵攻してくると、汾州の城は梯衝が掛けられ、地下道が掘られ、昼夜を分かたず攻撃を受けた。楊旉が自ら矢や石をもって防御にあたり、攻防は10日を越え、北斉軍の攻撃はますます激しくなった。時に汾州の城中の兵は2000に満たず、戦死者は10人のうち4・5におよび、備蓄の食糧も尽きた。斉公宇文憲が救援の任にあたったが、段韶をおそれて進軍しなかった。楊旉は陥落必至とみて、夜間の包囲突破を試みた。楊旉は抗戦したが、北斉軍に包囲され、矢が尽きて捕らえられた。北斉はかれを任用したいと考えたが、楊旉は屈服せず、憂憤のまま鄴で憤死した。武帝により北斉が平定されると、楊旉は使持節・大将軍・淮魯復三州諸軍事・淮魯復三州刺史の位を追贈された。諡は忠壮といった。

## 妻子

### 妻
- 蕭妙瑜（530年 - 603年、南朝梁の武陵王蕭紀の娘）

### 子
- 楊素
- 楊約
- 楊詢
- 楊慎
- 楊岳
- 楊戻
- 楊操

## 伝記資料
- 『周書』巻三十四 列伝第二十六
- 『北史』巻四十一 列伝第二十九
- 周故大将軍淮魯復三州刺史臨貞忠壮公夫人蕭氏之墓誌（楊旉妻蕭妙瑜墓誌）